# عين سكرة
عين سكرة وتعرف أيضا بعين كريستال، تقع على طريق الوسلاتية على بعد 22 كلم جنوب شرقي مدينة سليانة. يبلغ صبيب هذه العين 30 ل/ثانية، وتمتاز بعذوبة مياهها وقد انتصبت عليها شركة لتعليب المياه المعدنية.

## وصلة خارجية
التكوين الفيزيائي الكيمياوي لمياه عين سكرة